# Passiflora foetida
Passiflora foetida L., 1753 è una pianta appartenente alla famiglia Passifloraceae che presenta delle foglie che emanano un profumo sgradevole ed un frutto commestibile.

## Descrizione

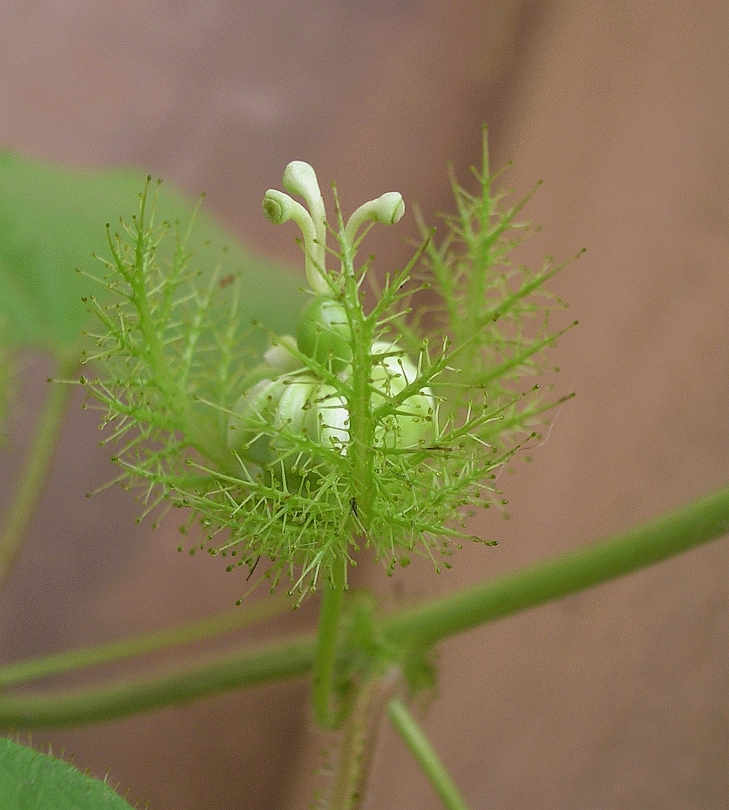
Le brattee di P. foetida presentano delle ghiandole che producono una sostanza collosa in grado di catturare piccoli insetti.

Gli steli sono sottili e legnosi, ricoperti di peli gialli e appiccicosi.
le foglie sono tri- o pentalobate e dotate di peli viscidi, che emanano un cattivo odore se vengono schiacciati.
I fiori sono di colore bianco e del diametro di circa 5-6 centimetri.
Il frutto è globoso, di 2–3 cm di diametro e presenta numerosi semi all'interno della polpa. I frutti vengono mangiati dagli uccelli, che poi disperdono i semi.
Le brattee sono in grado di catturare piccoli insetti, ma non è ancora chiaro se la pianta riesca a digerirli ed a trarre nutrimento da essi o se le brattee servano solo da strumento di difesa per proteggere fiori e frutti.

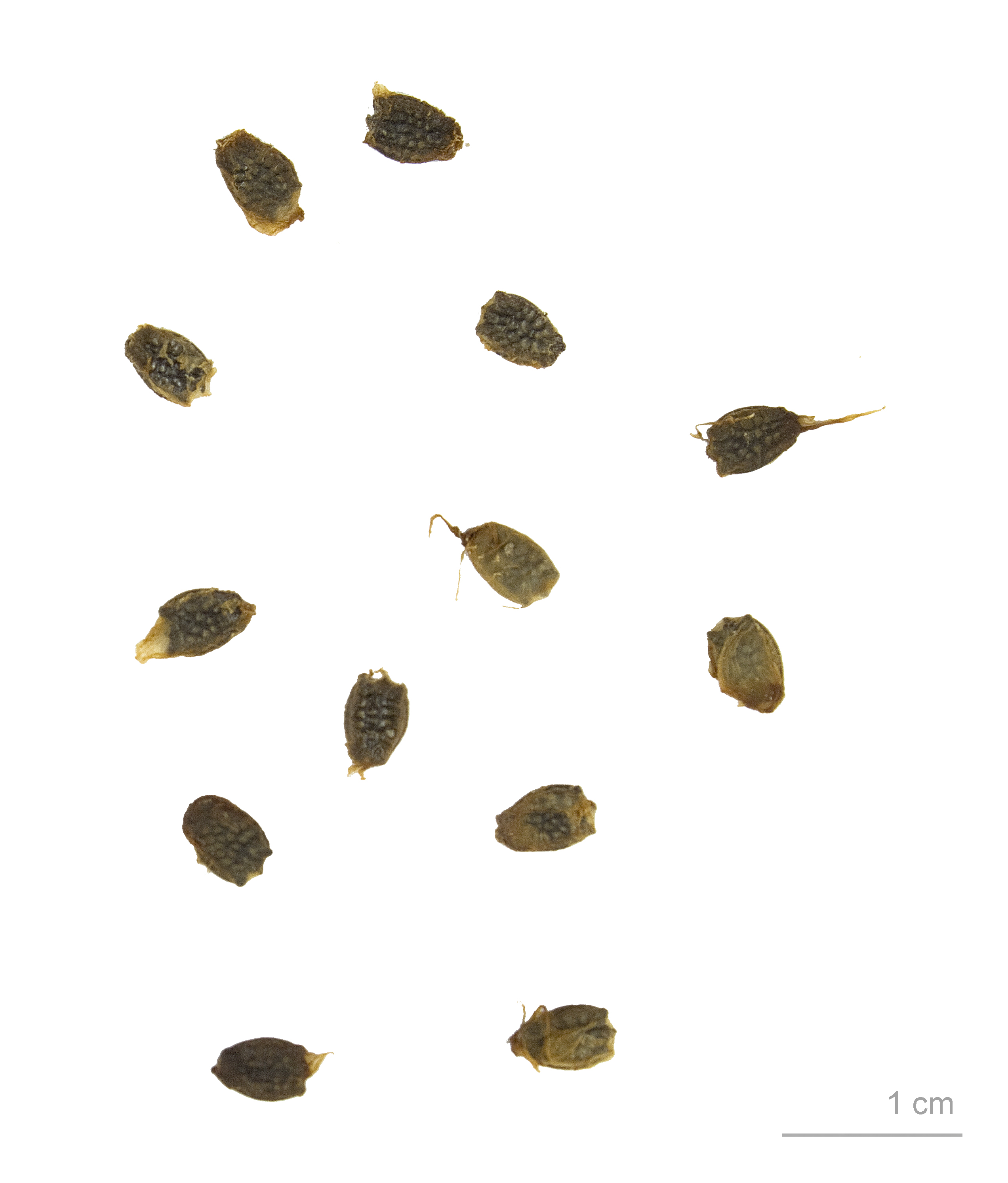
Passiflora foetida

## Distribuzione e habitat
È endemica del Sudamerica settentrionale e dei Caraibi. Si può incontrare, come specie introdotta anche in Africa, nel Sud-est asiatico e alle Hawaii.
Tollera terreni aridi, ma preferisce le aree con buona presenza di acqua. In alcune zone è una specie invasiva.

## Usi
I frutti, le foglie giovani e i germogli sono commestibili.
Le foglie essiccate sono utilizzate in Vietnam per la preparazione di tisane contro l'insonnia.